# Captured Live! (Johnny Winter)
| Recensione   | Giudizio     |
| ------------ | ------------ |
| AllMusic     | [ 1 ]        |
| Sputnikmusic | 4.3 (Superb) |

Captured Live! è un album di Johnny Winter, pubblicato dalla Blue Sky Records nel febbraio del 1976.
Il disco riproduce alcune performance dal vivo effettuate dal chitarrista albino al Swing Auditorium di San Bernardino (California), allo Sports Arena di San Diego (California) ed all'Oakland Stadium di Oakland (California).
L'album raggiunse il novantatreesimo posto (17 aprile 1976) della classifica statunitense di The Billboard 200.

## Tracce
Lato A
1. Bony Moronie – 6:50 (Larry Williams)
2. Roll with Me – 4:46 (Rick Derringer)
3. Rock & Roll People – 5:39 (John Lennon)
4. It's All Over Now – 6:15 (Bobby Womack, Shirley Womack)

Lato B
1. Highway 61 Revisited – 10:38 (Bob Dylan)
2. Sweet Papa John – 12:37 (Johnny Winter)

## Musicisti
- Johnny Winter - voce, chitarra, chitarra slide
- Floyd Radford - chitarra
- Randy Jo Hobbs - basso, accompagnamento vocale, cori
- Richard Hughes - batteria

Note aggiuntive
- Johnny Winter - produttore
- Registrazioni dal vivo effettuate al: Swing Auditorium, San Diego Sports Arena, Oakland Coliseum dallo staff della Wally Heider Studios di Los Angeles
- Ray Thompson e Shelly Yakus - ingegneri del suono
- Shelly Yakus - direzione tecnica
- Steve Paul - consulente
- Andy Bloch - coordinatore
- Mixaggio effettuato al Record Plant di New York
- Shelly Yakus - ingegnere al mixaggio
- David Thoerner - assistente ingegnere al mixaggio
- Masterizzato al Master Cutting Room di New York da Greg Calibi
- Teresa Alfieri e John Berg - design album
- Mick Rock - fotografia copertina frontale album
- Jim Marshall - fotografia del retrocopertina dell'album[7]